# Kakumba Island
Kakumba Island (auch Xakumba Island) ist eine Flussinsel im Sambesi im äußersten Osten der Region Sambesi in Namibia. Sie ist eine der größten Inseln Namibias und liegt unweit des Quasi-Vierländerecks zwischen Namibia, Botswana, Sambia und Simbabwe sowie südöstlich von Impalila Island.
Kakumba misst etwa 1800 × 500 Meter und ist circa 0,5 Quadratkilometer groß.